# Fremantle Football Club

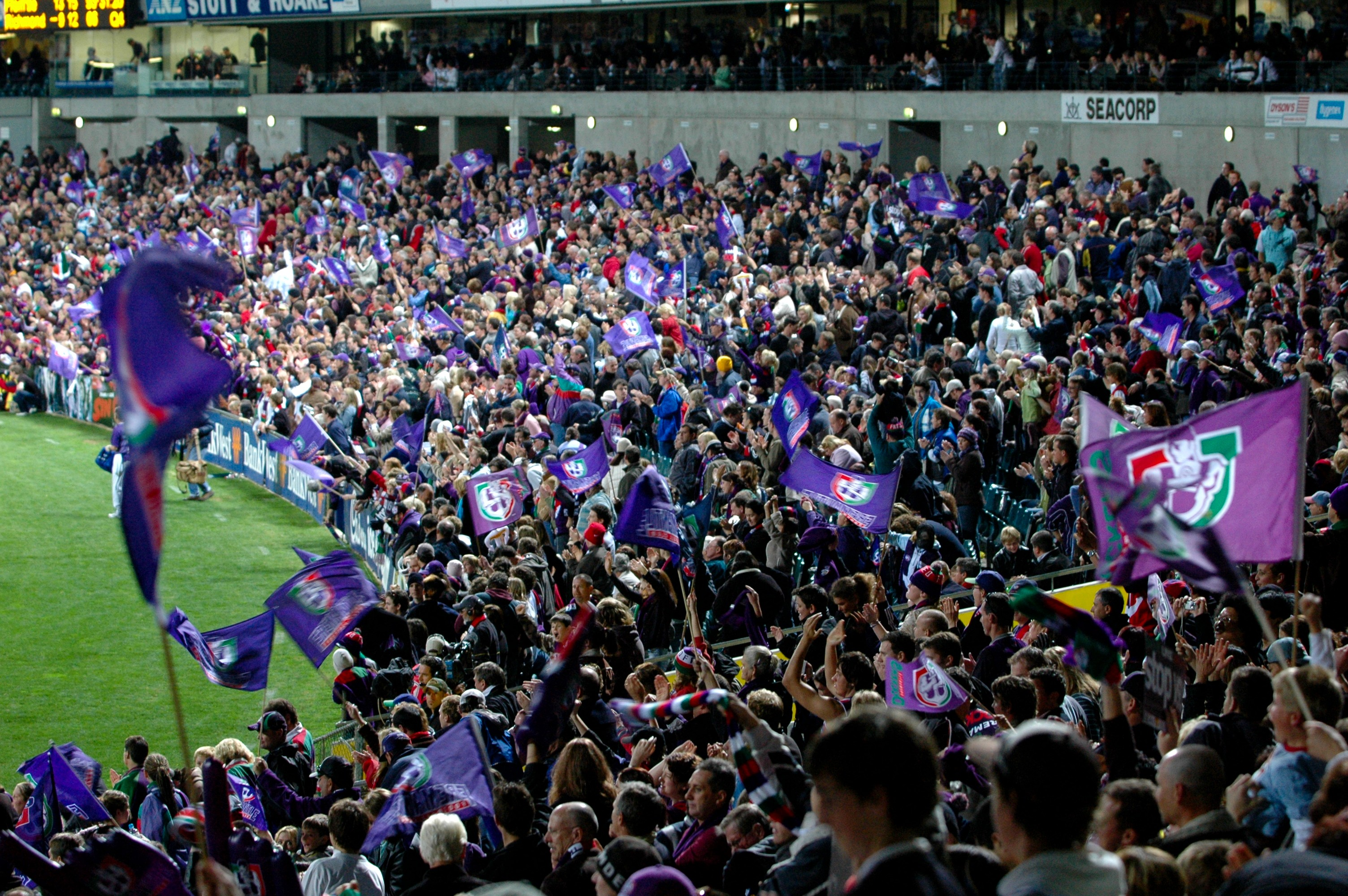
Supporters van The Dockers.

De Fremantle Football Club, bijgenaamd The Dockers, is een Australian football club die speelt in de Australian Football League (AFL). De club bevindt zich in de havenstad Fremantle aan de monding van de Swan in West-Australië. In 1995 werd het het tweede team uit West-Australië die werd toegelaten tot de nationale Australian football competitie. 